# Stormvarning utfärdad
Stormvarning utfärdad (engelska: Key Largo) är en amerikansk långfilm från 1948 i regi av John Huston, med Humphrey Bogart, Edward G. Robinson, Lauren Bacall och Lionel Barrymore i rollerna. Claire Trevor vann en Oscar för bästa kvinnliga biroll. Manuset bygger på en pjäs av Maxwell Anderson men den slutliga filmen har väldigt lite med pjäsen att göra.

## Handling
Till ett hotell i Floridas Key Largo kommer den före detta arméofficeren Frank McCloud (Humphrey Bogart) för att besöka James Temple (Lionel Barrymore), far till en kompis i armén som dog under kriget och dennes änka Nora (Lauren Bacall). Hotellet Temple driver har fått ett gäng skurkar som gäster med Johnny Rocco (Edward G. Robinson) som ledare och de sitter och väntar på att kunna ta sig vidare till Kuba med falska tryckplåtar. En svår storm närmar sig det nedgångna hotellet.

## Rollista
| Humphrey Bogart    | – Frank McCloud        |
| Edward G. Robinson | – Johnny Rocco         |
| Lauren Bacall      | – Nora Temple          |
| Lionel Barrymore   | – James Temple         |
| Claire Trevor      | – Gaye Dawn            |
| Thomas Gomez       | – Richard 'Curly' Hoff |
| Harry Lewis        | – Edward 'Toots' Bass  |
| John Rodney        | – Deputy Clyde Sawyer  |
| Marc Lawrence      | – Ziggy                |
| Dan Seymour        | – Angel Garcia         |
| Monte Blue         | – Sheriff Ben Wade     |
| William Haade      | – Ralph Feeney         |